# Huawei P20 Lite
El Huawei P20 Lite es un teléfono inteligente de gama media fabricado como alternativa económica a los modelos Huawei P20 y Huawei P20 Pro. Fue presentado en Seúl, el 27 de marzo de 2018.
El P20 Lite cuenta con el sistema operativo Android 8.0.0 Oreo sobre el cual se ha instalado el software de interfaz Huawei Emotion UI (EMUI) en su versión 9.1.0.

## Diseño

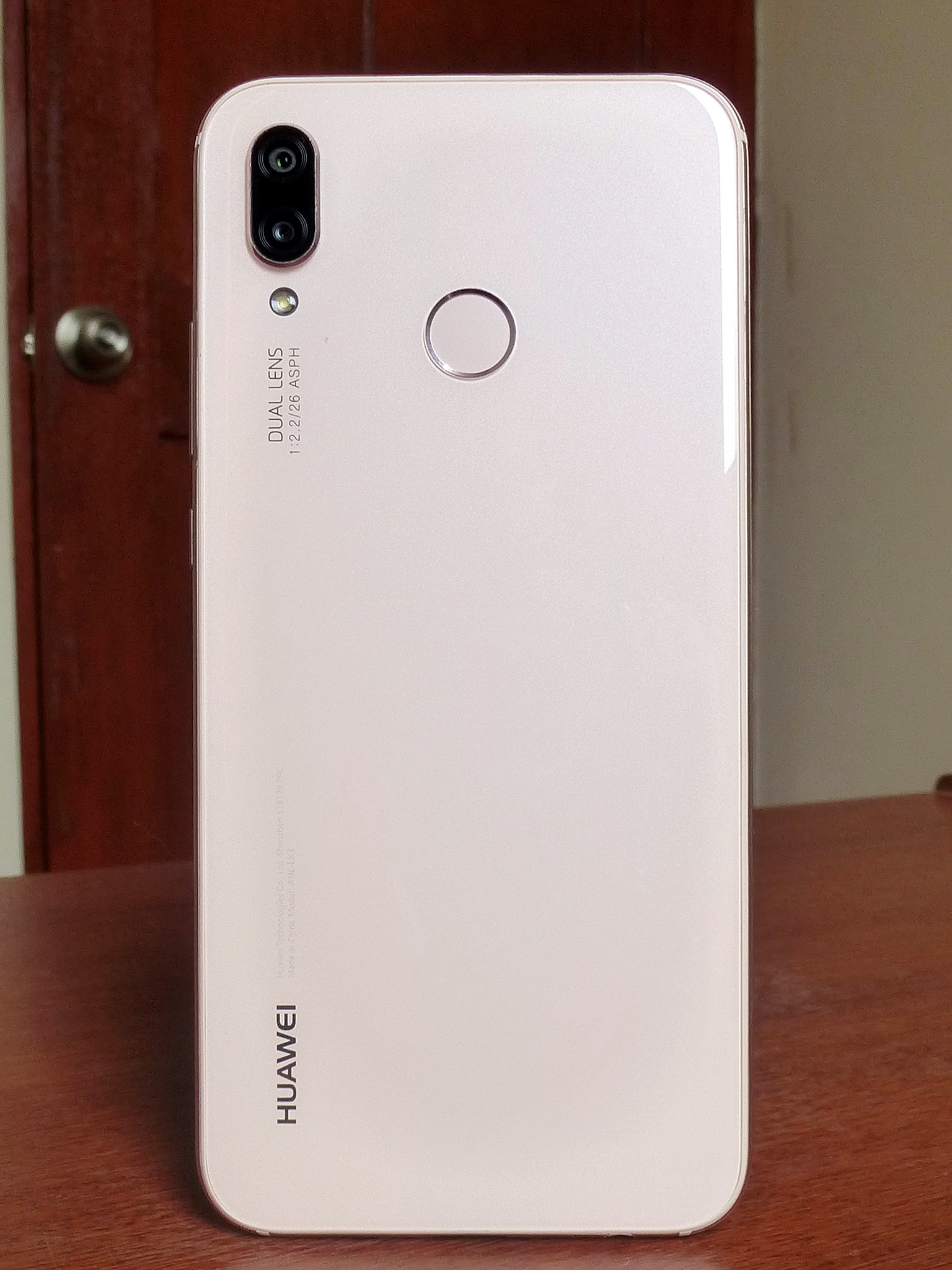
Vista de la parte trasera del Huawei P20 Lite, color Rosado Sakura (Sakura Pink) acabado en cristal.

El diseño del Huawei P20 Lite es clásico, dentro de los diseños de la compañía, su construcción es de vidrio con marcos de metal (aluminio)
Siguiendo el esquema de sus predecesores P10 Lite o Mate 10 Lite; los botones de volumen y encendido aparecen colocados en el lateral derecho, mientras que, la bandeja para la SIM y la microSD se encuentran en la parte izquierda y el puerto para auriculares y altavoz en la parte inferior.
La parte delantera presenta una ceja, muesca o notch como en el iPhone X pero a diferencia de ese teléfono inteligente, solamente lo utiliza para albergar la cámara frontal, el sensor de proximidad, el auricular de llamadas y un led de notificaciones pero no se ocupa en los vídeos de YouTube
La parte trasera del terminal es casi completamente limpia, construida en vidrio, con un lector de huellas centrado en el mismo color, sin más detalles que el clásico escalón. La cámara ha sido colocada hacia el borde superior izquierdo, y también lo hacen las serigrafías.

## Características

### Sistema Operativo
Salió al mercado con el sistema operativo Android 8.0 Oreo.
Aunque actualmente en 2019 obtuvo la actualización a Android 9.0 Pie con capa de personalización EMUI 9.1.

### Procesador
En su interior el Huawei P20 Lite cuenta con un procesador Hisilicon Kirin 659 de 8 núcleos; cuatro de ellos corriendo a una frecuencia de 2.36GHz (Cortex A53) y otros cuatro corriendo a 1.7GHz (Cortex A53) fabricado por Huawei.

### Memoria
La capacidad de almacenamiento interno del Huawei P20 Lite, varía de acuerdo al modelo, mientras que el modelo “ANE-LX2” cuenta con una memoria interna de 64 GB, el modelo “ANE-LX3” cuenta solo con 32 GB; sin embargo, en ambos modelos, el espacio de almacenamiento puede ser expandido hasta en 256 GB, mediante el uso de una Micro-SD.
Ambos modelos del P20 Lite cuentan con una memoria RAM de 4GB.

### Pantalla
El Huawei P20 Lite cuenta con tecnología LCD, con un diagonal de 5,84 pulgadas y un aspecto 19:9. En la parte superior central presenta una muesca (ceja o notch) y alcanza una resolución de 2.280 x 1.080 píxeles o FullHD+. La franja superior de la pantalla queda reservada para la barra de notificaciones de Android. En total, la pantalla alcanza un 80.55% de aprovechamiento de la parte frontal del dispositivo.

### Cámara
El P20 Lite posee en total tres cámaras, dispuestas en una cámara frontal con una resolución de 16 megapixels y apertura focal de 2,2 y doble cámara trasera cuyo sensor principal posee una resolución de 16 megapixels, con apertura focal de 2,2 y un sensor adicional de 2 megapixeles con apertura focal de 2,0, que le permite conseguir el efecto de desenfoque.